# Nina Sàvina
Nina Sàvina   (Sant Petersburg, 29 de setembre de 1915 - Sant Petersburg, 1965) fou una piragüista d'aigües tranquil·les russa que va competir sota bandera soviètica entre les dècades de 1930 i 1950.
El 1952 va prendre part en els Jocs Olímpics d'Estiu de Hèlsinki, on guanyà la medalla de bronze en la prova del K-1, 500 metres del programa de piragüisme, rere Sylvi Saimo i Gertrude Liebhart.
En el seu palmarès també destaquen disset campionats soviètics entre 1936 i 1952. El 1947 es va graduar al Primer Institut Mèdic de Leningrad.